# 勒芒大学
勒芒大学（法語：Le Mans Université 或 Université du Mans），是法国勒芒的一所公立综合性大学，1977年成立，曾用名曼恩大学（法語：Université du Maine），2017年改为现名。

## 历史
勒芒大学的前身是卡昂大学设在勒芒的学院，由于勒芒可以选择的专业太少，不少学生都转向了附近的雷恩大学、南特大学、图尔大学或者昂热大学。因此当地教育部门决定在此基础上成立了勒芒大学。

## 院系设置
- 法律经济管理学院
- 人文语言学院
- 科技学院
- 勒芒大学技术学院
- 拉瓦勒大学技术学院
- 勒芒国立高等工程师学校
- 风险保险学院